# 圣佩德罗-杜斯费鲁斯
圣佩德罗-杜斯费鲁斯是巴西米纳斯吉拉斯州的一个市镇。总面积400.669平方公里，总人口8880人，人口密度22.2人/平方公里。